# Patrus
Patrus – rodzaj wodnych chrząszczy z rodziny krętakowatych i podrodziny Gyrininae.

## Taksonomia
Rodzaj opisany został w 1838 roku przez Charlesa Nicholasa Aubé. Gatunkiem typowym został Patrus javanus.

## Morfologia
Spośród przedstawicieli plemienia gatunki z tego rodzaju wyróżniają się kombinacją cech: czułki o sześcioczłonowym biczyku, tarczka widoczna przy zamkniętych pokrywach, biodra odnóży środkowych wyraźnie odseparowane przez metawentryt, umiarkowanie rozróżnialne żeberko pseudofrontalne, omszenie grzbietowej części ciała zlokalizowane bocznie z dużymi lub średnimi łysymi obszarami pośrodku.

## Rozprzestrzenienie
Rodzaj połuniowowschodnioazjatycki. Rozsiedlony od Iranu po Chiny i Nową Gwineę. Pojedynczy gatunek znany z afrykańskiego Konga.

## Systematyka
Dawniej traktowany jako podrodzaj rodzaju Orectochilus. Należą tu gatunki:
- Patrus africanus Ochs, 1923
- Patrus alienus Ochs, 1933
- Patrus apicalis Régimbart, 1891
- Patrus assequens Ochs, 1936
- Patrus cameroni Ochs, 1925
- Patrus chalceus Ochs, 1936
- Patrus chinensis Régimbart, 1892
- Patrus coomani Peschet, 1925
- Patrus cribratellus Régimbart, 1891
- Patrus cuneatus Régimbart, 1892
- Patrus depressiusculus Ochs, 1940
- Patrus desgodinsi Régimbart, 1886
- Patrus distinguendus Ochs, 1942
- Patrus eberti Ochs, 1966
- Patrus emmerichi Falkenström, 1936
- Patrus fallax Peschet, 1923
- Patrus figuratus Régimbart, 1892
- Patrus gangeticus Wiedemann, 1821
- Patrus helferi Ochs, 1940
- Patrus himalayensis Vazirani, 1984
- Patrus horni Ochs, 1933
- Patrus jaechi Mazzoldi, 1998
- Patrus jilanzhui Mazzoldi, 1998
- Patrus kempi Ochs, 1925
- Patrus klapperichi Ochs, 1942
- Patrus landaisi Régimbart, 1892
- Patrus limbatus Régimbart, 1884
- Patrus marginepennis Aubé, 1838
- Patrus melli Ochs, 1925
- Patrus metallicus Régimbart, 1884
- Patrus mimicus Ochs, 1936
- Patrus minusculus Ochs, 1936
- Patrus neglectus Ochs, 1925
- Patrus oblongiusculus Régimbart, 1886
- Patrus patellimanus Régimbart, 1907
- Patrus procerus Régimbart, 1884
- Patrus productus Régimbart, 1884
- Patrus punctilabris Régimbart, 1907
- Patrus punctulatus Régimbart, 1886
- Patrus schillhammeri Mazzoldi, 1998
- Patrus sculpturatus Régimbart, 1884
- Patrus severini Régimbart, 1892
- Patrus similis Ochs, 1929
- Patrus spiniger Régimbart, 1880
- Patrus striolifer Régimbart, 1907
- Patrus sulcipennis Régimbart, 1892
- Patrus tonkinensis Régimbart, 1892
- Patrus trianguliger Régimbart, 1888
- Patrus undulans Régimbart, 1892
- Patrus vitalisi Peschet, 1923
- Patrus volubilis Ochs, 1929
- Patrus wangi Mazzoldi, 1998
- Patrus wehnckei Régimbart, 1884
- Patrus wui Ochs, 1932